# ويزلي محمد
ويزلي محمد (بالإنجليزية: Wesley Muhammad)‏ هو مؤرخ أمريكي، ولد في 14 يونيو 1972 في ديترويت في الولايات المتحدة.